# Narcissus asturiensis
Narcissus asturiensis là một loài thực vật có hoa trong họ Amaryllidaceae. Loài này được (Jord.) Pugsley mô tả khoa học đầu tiên năm 1933.

## Hình ảnh

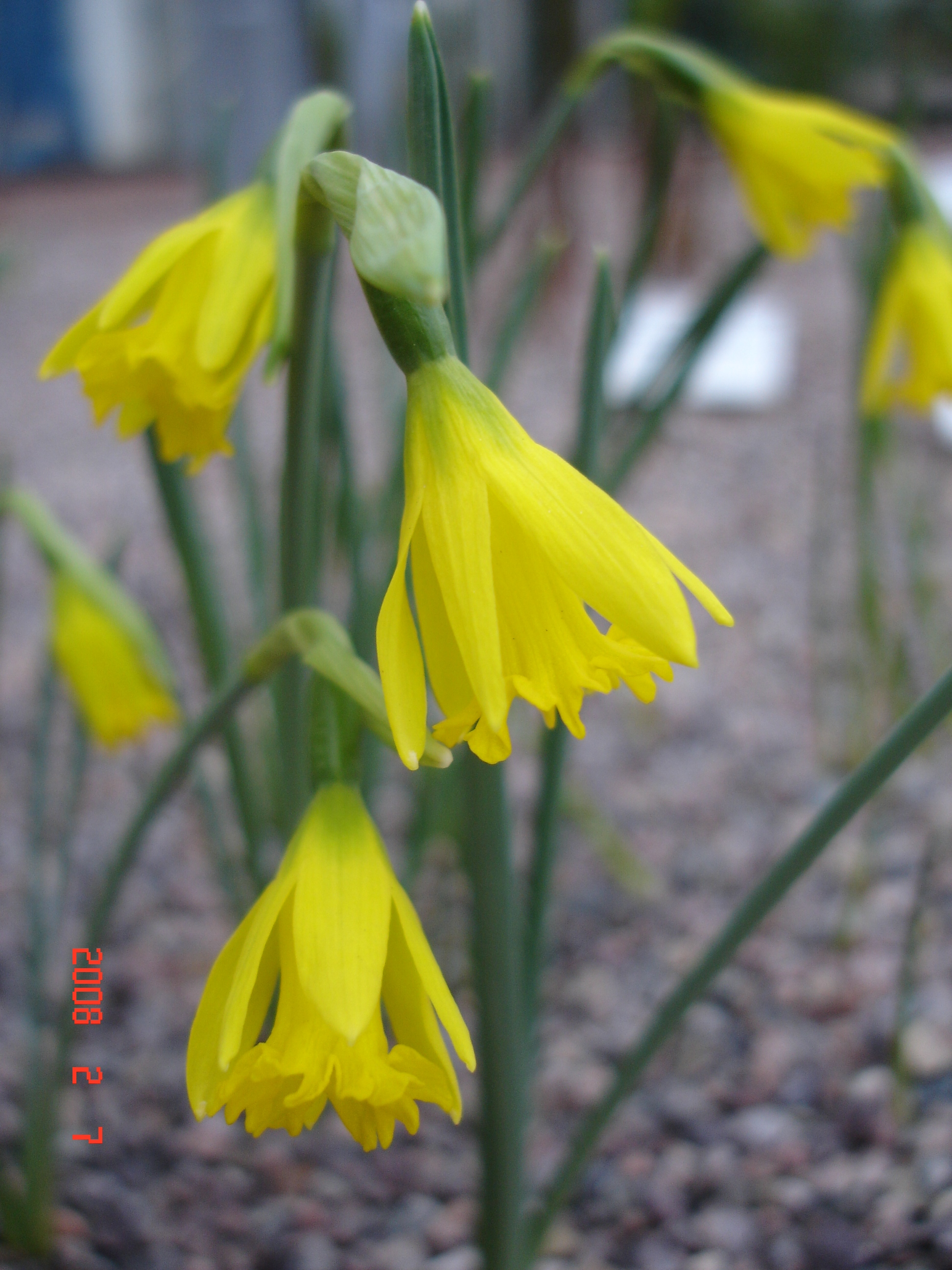
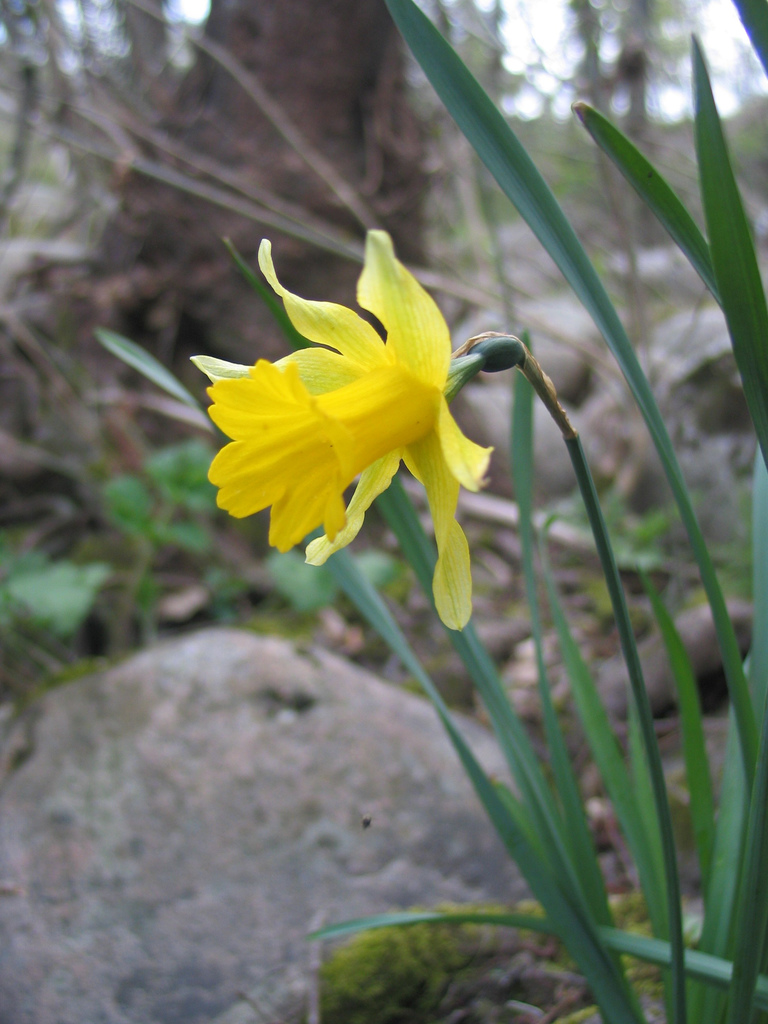
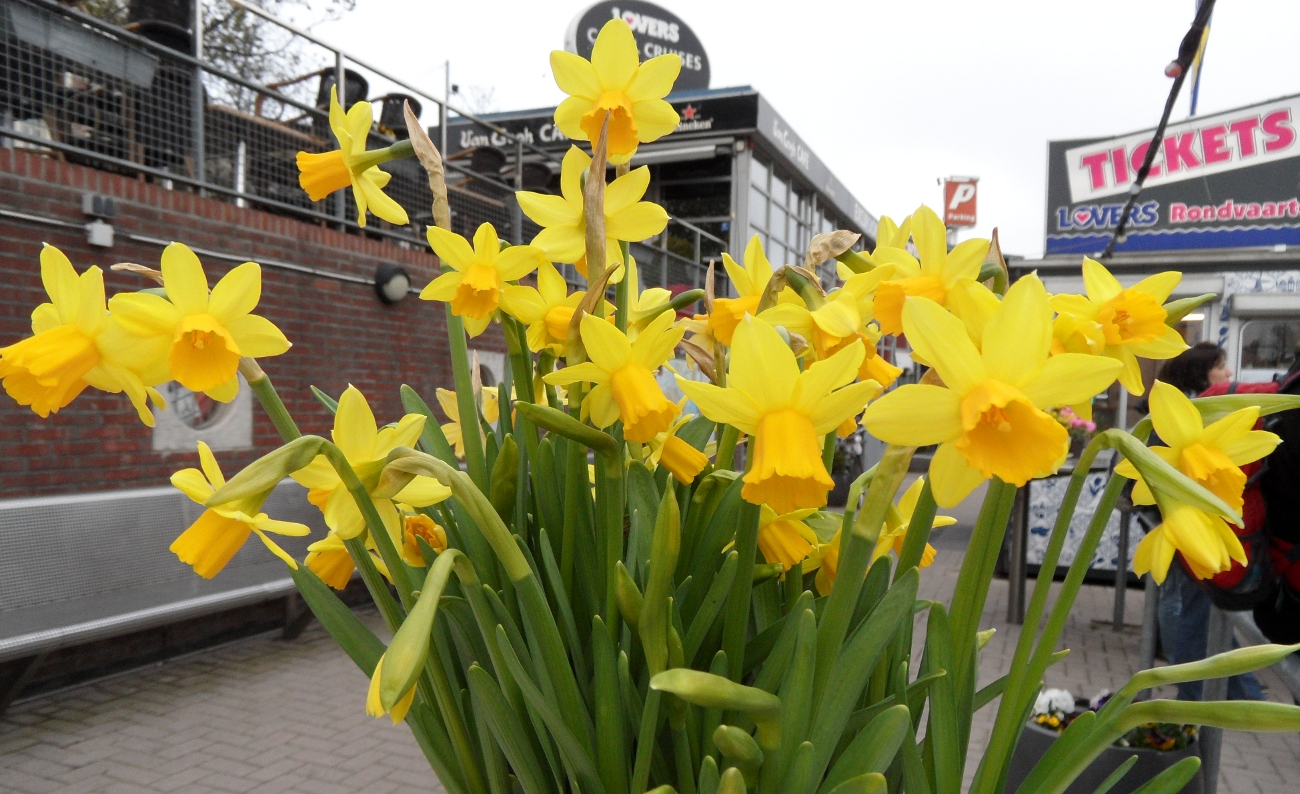
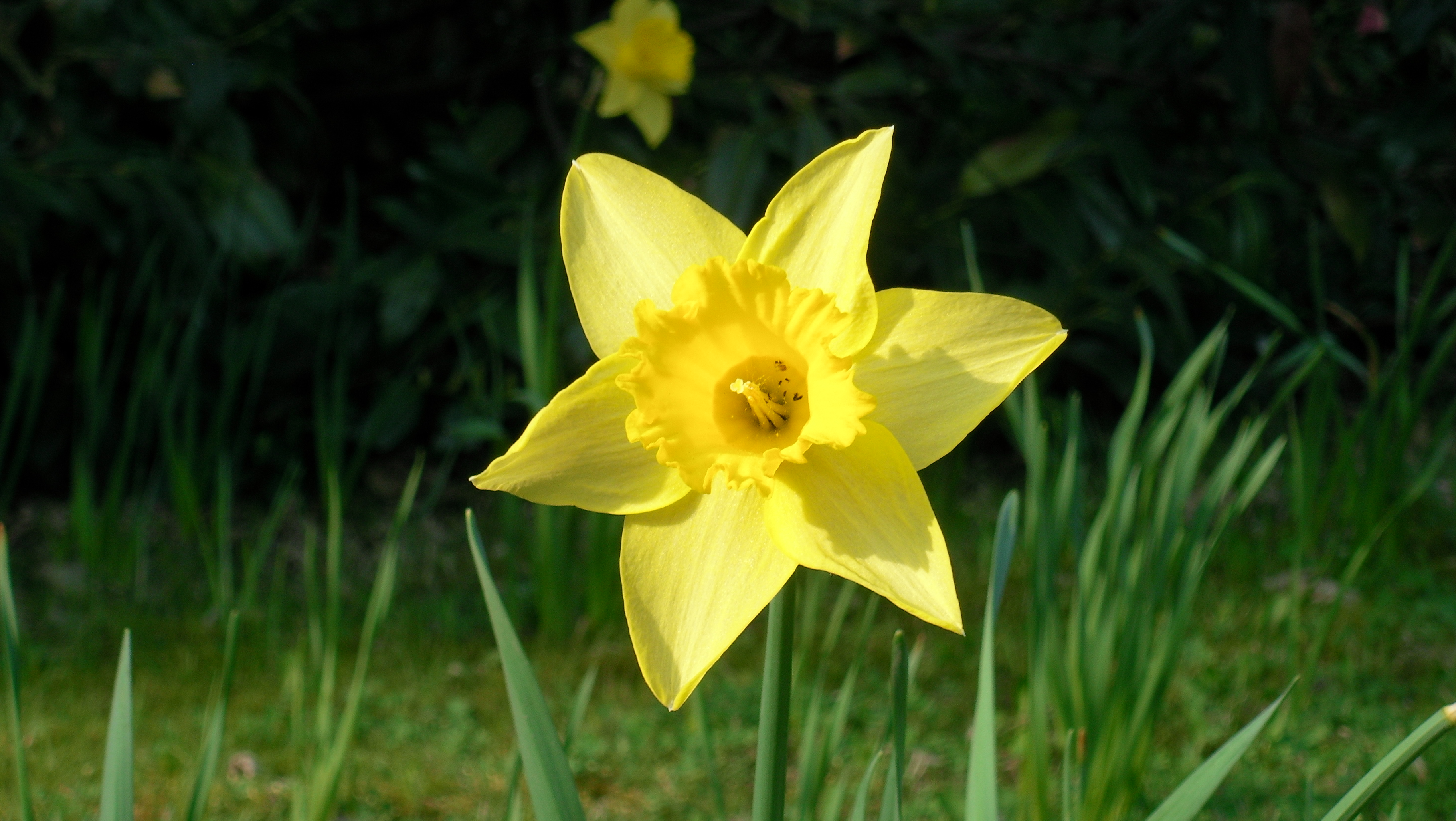